# Zuckerfabrik Stuttgart

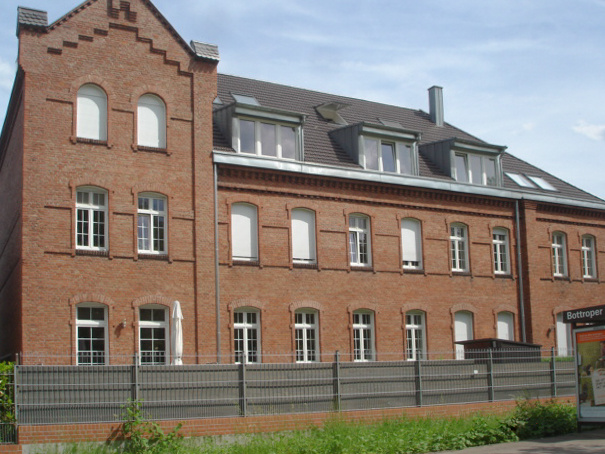
Gebäude der alten Zuckerfabrik (Bottroper Straße)

Die Zuckerfabrik Stuttgart war ein Unternehmen mit Sitz in Stuttgart-Münster an der Gemarkungsgrenze zu Bad Cannstatt. Der Betrieb firmierte als „Zuckerfabrik Stuttgart-Bad Cannstatt“.

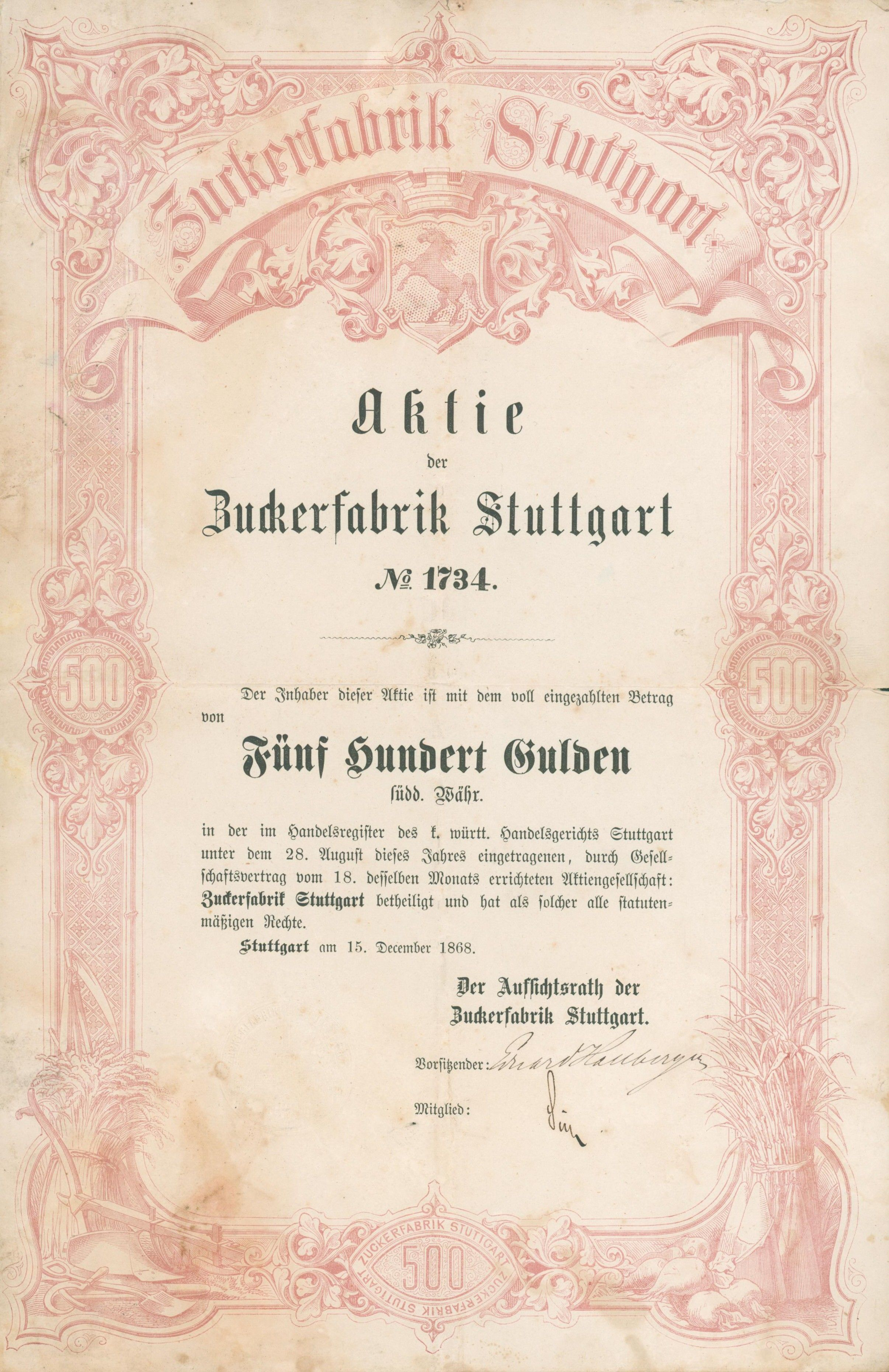
Aktie der Zuckerfabrik Stuttgart über 500 Gulden süddeutscher Währung, ausgegeben am 15. Dezember 1868

## Geschichte
Gegründet wurde die Zuckerfabrik Stuttgart 1851 von der Württembergischen Hofbank. Ausschlaggebend für die Grundlegung waren öffentliche Interessen, denn aufgrund des hohen Preis unterlag die Abnahme von Importzucker erheblichen Beschränkungen. Die Zielsetzung war daher, sich von der Notwendigkeit des Imports von ausländischem Rohrzucker zu befreien und unabhängig zu machen. Zur Teuerung hatten in erster Linie Zollschranken beigetragen. Da die Zuckerrübe einen gleichwertigen Zuckergehalt aufwies, sollte sie den Rohrzucker ersetzen. Die Erkenntnis war zwar nicht neu, denn sie griff auf die Mitte des vorangegangenen Jahrhunderts (1747) zurück, aber es sollte noch knapp 100 Jahre dauern, bis auch ein Markt für die Umsetzung bestand. Die Nachfrage für Süßigkeiten in der Bevölkerung wuchs erst gegenwärtig. Damit fiel die Gründung der Zuckerfabrik in eine Zeit, in der zu beobachten war, dass die Stuttgarter Schokoladenindustrie aufblühte. Kauf- und Abnahmeinteressenten waren die Schokoladenhersteller Waldbaur, Moser-Roth und Eszet.

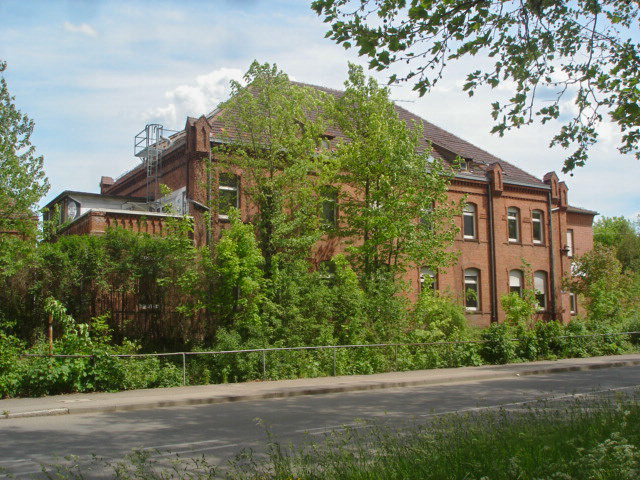
Ein zweites Gebäude

1868 wurde die Zuckerfabrik dann in eine AG umfirmiert. 1903 wurde das ursprüngliche Betriebsgelände am Stuttgarter Nordbahnhof verkauft und der Firmensitz in das damals noch selbstständige Münster verlegt. Dort wurde eine moderne Industrieanlage mit Raffinerie und Gleisanschluss errichtet. Der führte zum Bahnhof Münster, der an der für Salamander hergestellten Schusterbahn lag. Für die Planung und Herstellung der Fabrikationshallen zeichnete kein Architekt, sondern ein Maschinenbauunternehmen verantwortlich. Ein Großbrand zerstörte die Fabrik im Jahr 1906; zwei Tote und mehrere Schwerverletzte waren zu beklagen. Nahezu baugleich wurde die Fabrik wiederhergestellt. In der Folgezeit entstanden laufend Anbauten zur Betriebserweiterung und Modernisierung. 1907 wurde die Böblinger Zuckerfabrik zugekauft. Deren ursprünglicher Betrieb wurde bis auf die Rübenproduktion stillgelegt. Um 1910 konnten aufgrund der hohen Auftragslage – saisonale Schwankungen eingerechnet – zwischen 200 und 400 Arbeiter beschäftigt werden. 1926 ging die Zuckerfabrik Stuttgart durch Verschmelzungsvertrag in der Süddeutschen-Zucker-AG, später Südzucker AG (dem größten Zuckerfabrikanten Europas), auf. Zusammengeschlossen wurden dabei fünf regionale Fabriken (Zuckerfabrik Frankenthal AG, Frankenthal; Zuckerfabrik Heilbronn AG, Heilbronn; Badische Gesellschaft für Zuckerfabrikation, Mannheim; Zuckerfabrik Offstein AG, Offstein; Zuckerfabrik Stuttgart AG, Stuttgart-Münster). Nach weiteren Bränden wurde die Fabrik 1971 geschlossen.
In den 1970er und 1980er Jahren wurde das Fabrikgelände vom überregional bekannten „Tonstudio Zuckerfabrik“ genutzt, wo viele, teils renommierte, Produktionen entstanden. 1972 kaufte die Stadt Stuttgart das stillgelegte Betriebsgelände auf und begann es ab 1989 zu sanieren.
Heute hat Stuttgart keine Zuckerfabrik mehr. Der Betrieb in Münster wurde eingestellt und die Produktionsanlagen größtenteils abgerissen. Stattdessen wird auf dem ehemaligen Betriebsgelände modernes Gewerbe betrieben. Zur Bottroper Straße hin stehen lediglich noch Teile der Verwaltungs- und Wohngebäude der ehemaligen Fabrik. Dort hat u. a. die Freie Kunstschule Stuttgart ihren Standort. Von Süden grenzt das ehemalige Betriebsgelände des Steinbruchunternehmens Lauster an.

## Produkte
- Rohzucker
- Raffinade
- Melasse